# Haplopogon latus
Haplopogon latus är en tvåvingeart som först beskrevs av Daniel William Coquillett 1904.  Haplopogon latus ingår i släktet Haplopogon och familjen rovflugor. Inga underarter finns listade i Catalogue of Life.